# Kei Arabuna
Kei Arabuna（ケイ・アラブナ、1987年6月3日 - ）は日本の芸術家、彫刻家、空間プロデューサー、アートディレクター、音楽家。Kei Arabuna Art Studio 代表。東京都生まれ。石川県小松市在住。

## 概要
金沢美術工芸大学美術工芸学部美術科彫刻専攻を卒業後、地元である東京都での活動を経て、石川県小松市に現在のアトリエを構える。
立体造形を主としたアート作品制作のほか、近年では自身のレザーブランド「LEATHERS by Kei Arabuna」のアートディレクションや、伝統工芸品とアートを融合したプロダクトのデザイン・ディレクション、楽曲制作、空間ディレクション等、様々な方法で自身の世界観を表現している。表現方法は多岐に渡るが、そのどれもが「“勿体ない”を“特別”に変える」という一貫したコンセプトのもとで制作されている。ゆえに彫刻作品に関しては廃材（木や鉄など）を使った作品が多く見られる。
バックパッカーでもあり、国内外を旅して見た地域性や自然、出会った人や物からインスピレーションを受け作品に投影している。
オートバイや車にも造詣が深い。主な移動手段はバイク。愛車はヤマハ・SR400と日産 フィガロ。

## 主な展覧会等

### 個展
- 2011年
  - 「変わりゆく変わらないもの ~Changing Unchanged~」マニール （石川県）
  - 「目に見えない確かなもの -the certain, not seen-」ルンパルンパ （石川県）
- 2012年 　西武池袋線 東久留米駅 （東京都）
- 2013年　「Entity of shadow」ルンパルンパ （石川県）
- 2015年  「Before the scent has gone.」Badass Gallery （石川県）
- 2016年  「Empty portrait」ギャラリー知 （京都府）
- 2017年　「忘れ去られた日本の革」じょうはな織館 （富山県）
- 2019年 　｢こぼれ落ちた涙が乾かぬうちに、差し込むその光を全て閉ざして。｣ルンパルンパ （石川県）
- 2019年　「ケイ アラブナ2011-2019作品回顧展」ギャラリーパノニカ (石川県）

### 合同展・イベント出展
- 2013年
  - 「EMERGE」 Gamuso（東京都）合同展
  - 「かなざわ燈涼会」（石川県）合同展
- 2015年　「+PLUS-ULTRA」青山スパイラル（東京都）出展
- 2016年
  - 「Bequeath KR/ Korea & Japan connection」 Gallery DO（韓国）合同展
  - 「ART SHOPPING」ルーヴル美術館（フランス・パリ）出展
  - 「Amapola Fes 2016」手織り手染めの布工房studio-tao工房（富山県）出演
- 2017年
  - 「日韓合同展 -Bequeath JPN 」中村記念美術館（石川県）合同展
  - 「オテラート金澤2017」合同展
- 2018年
  - 「旨し、美し。金沢・加賀・能登展」阪急うめだ本店（大阪府）合同展
  - 「四人展：森口信一、稲澤隆生、ケイ・アラブナ、ジョリー・ジョンソン」島田美術館 （熊本県）合同展
  - 「GASSHO projects 2018」金沢・クラフト広坂（石川県）合同展

## 主な作品

### 彫刻作品
- 『不安定からの芽生え』“sprout from an instability”
- 『今を生きる女神』“the venus of living in now”
- 『目に見えない努力』“the hidden effort”
- 『軌跡』“Locus”
- 『偏見の無い者達』“without prejudice”
- 『自分には無いもの』“the one I don’t have”
- 『Sky Peanut』
- 2012年
  - 『求めることの切なさ』“the desire”
  - 『失うことの愛おしさ』“the lost”
  - 『悲しみの行き先』“destination of sorrow”
  - 『私は決して選ばれない』“noone chose me”
  - 『交差点』“the intersection”
  - 『傷の代償』“the price”
- 2015年　『静寂』“stillness”
- 2016年
  - 『責任』“sense of responsibility”
  - 『1.4mm』
- 2017年　『相対』“relative”

### プロデュース・ディレクション
- 2013年　北陸自動車道 尼御前サービスエリア下り線（石川県）空間プロデュース
- 2015年
  - 「Re:fate」山中温泉 鶴仙庵（石川県）空間プロデュース
  - 「GASSHO projects」アートディレクション
- 2018年「esnica×TAKAHIDE ITOのうつわ」kitchen esnica（石川県）イベントプロデュース

## 関連CD
- 2018年『FORM YOUR VOICE』（制作：Kei Arabuna レーベル：よふかしレコード）

## 受賞歴
- 2018年　自身のレザーブランド「LEATHERS by KeiArabuna」が小松ブランド金賞を受賞。
- 2020年　いしかわ観光特使（石川県）に任命